# Ilaria Borletti Buitoni
Ilaria Carla Anna Borletti Dell'Acqua coniugata Buitoni, più comunemente nota come Ilaria Borletti Buitoni (Milano, 22 marzo 1955) è una dirigente d'azienda e politica italiana, deputata della XVII Legislatura per il Partito Democratico e Sottosegretario di Stato del Ministero dei Beni e delle Attività Culturali e del Turismo del governo Gentiloni, dopo esserlo stata per il Governo Renzi e il Governo Letta.

## Biografia

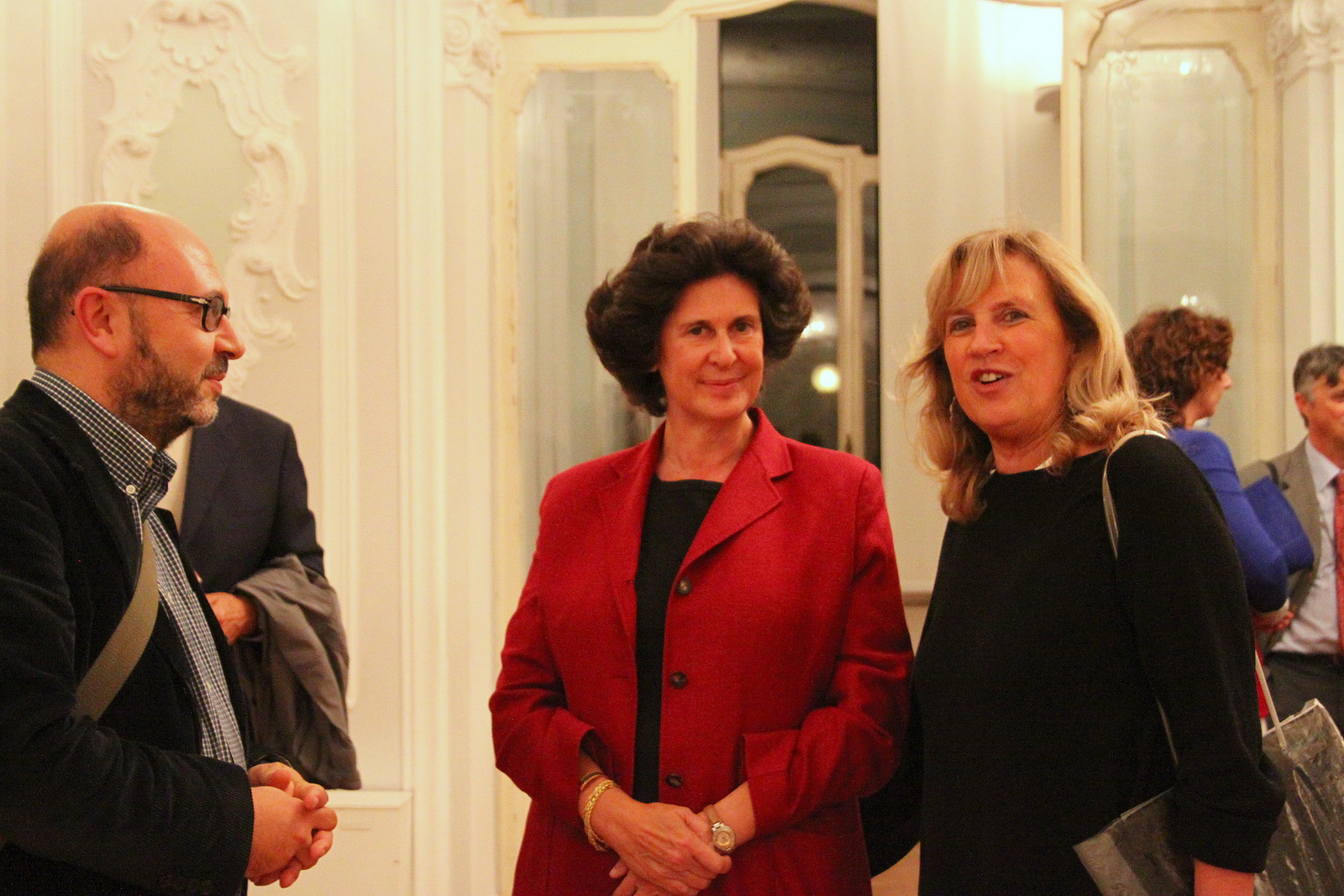
Ilaria Borletti Buitoni, al centro, al Premio Chiara nel 2012

Appartiene alla famiglia dei Borletti conti di Arosio. Figlia del cavaliere del lavoro Romualdo e nipote di Senatore (fondatore de La Rinascente e delle Officine Borletti), si è laureata in Scienze Politiche ed ha iniziato la propria attività manageriale nel settore parafarmaceutico come amministratore delegato di una società di distribuzione, per poi trasferirsi in Inghilterra come Executive Director di una società editoriale che si occupa di giornali free adverts. Dal 1977 al 1985 è stata responsabile Ufficio Rapporti con gli Elettori per la senatrice Susanna Agnelli. Fu la seconda moglie di Franco Buitoni, già vedovo in primi voti di Raimonda Orselli.
Nel 1985 inizia ad occuparsi di volontariato in Africa in un centro ospedaliero del Kenya settentrionale. Nel 1993 contribuisce alla nascita di AMREF-Italia ONLUS, organizzazione non governativa africana che sostiene programmi sanitari e scolastici in Africa orientale, di cui è stata presidente dal 1996 al 2010 e presidente onorario e dal 2021 Presidente del Comitato dei Garanti.
Dal 1990 è presidente della Fondazione Anna Borletti ONLUS ad Arosio, centro per l'assistenza per invalidi ed anziani. Nel 2002 insieme al marito Franco Buitoni ha creato la Borletti-Buitoni Trust, un ente di beneficenza britannico per il supporto e la promozione dei giovani talenti musicali e sostegno di progetti internazionali musicali a favore di comunità disagiate.
Nel 2007 viene nominata presidente regionale della fondazione FAI-Fondo Ambiente Italiano dell'Umbria e nel 2008 entra nel CdA del FAI. Il 25 novembre 2009 il CdA del FAI l'ha nominata presidente della fondazione dal 1º gennaio 2010. Il 21 giugno 2012 è nominata componente del Consiglio Superiore di Banca d'Italia.
Nel gennaio 2013 si autosospende dalle funzioni di presidente FAI, carica dalla quale si dimetterà il 23 gennaio 2013, e dal Consiglio Superiore di Banca d'Italia per poter partecipare alle elezioni politiche del 2013. Nel 2013 infatti è candidata alle elezioni politiche del 24 e 25 febbraio nella lista di Scelta Civica con Monti per l'Italia nella circoscrizione Lombardia 1 della Camera come capolista. Il costo da lei sostenuto per la campagna elettorale dichiarato e documentato in assoluta trasparenza diventa oggetto di alcuni attacchi anche personali che riaccendono il dibattito sui costi della politica.
Nel giugno 2013 firma a supporto del think tank liberale Italia Aperta ed è socia sostenitrice e fondatrice dell'associazione liberale Lib. Il 16 novembre 2013 viene nominata vicepresidente di Scelta Civica dall'Assemblea del partito.
A febbraio 2015  insieme ad altri esponenti del partito lascia Scelta Civica per aderire al gruppo parlamentare del PD.
Il 27 febbraio 2017 si iscrive alla sede PD del circolo Aniasi di Corso Garibaldi a Milano..  Non rinnoverà l'iscrizione nel 2019.
Dopo aver lasciato la politica, nel 2018 viene nominata Presidente della Società del Quartetto di Milano, mentre nel giugno 2019 torna come Vice Presidente al Fondo Ambiente Italiano. 
Dal 2018 è consigliere di Euyo European Union Youth Orchestra.
Nel 2021, insieme alla virologa Ilaria Capua e alla patologa vegetale Maria Lodovica Gullino, lancia l'associazione "weTree", dedicata alla promozione di un nuovo Green Deal attraverso progetti che realizzano e recuperano aree verdi in alcune città italiane dedicati a donne che si sono distinte per il loro impegno civico a favore della loro comunità.
È membro del Consiglio di Indirizzo della BEIC Biblioteca europea di informazione e cultura dal 2021 e  fino al 2022 dell’Osservatorio Nazionale del Paesaggio del Ministero della Cultura 
Nominata Presidente del Comitato Nazionale per le celebrazioni di Perugino, riceve il Premio Rotondi 2022 dedicato ai “Salvatori dell’Arte”.
Tra i fondatori dell’Associazione  “Setteottobre”  si è  espressa in numerosi interventi scritti e pubblici contro il pericolo dell’antisemitismo in Occidente.
Componente esterno del Consiglio di Amministrazione dell'Università degli Studi di Milano-Bicocca e dell'Advisory Board dell'Accademia Carrara di Bergamo 

### Sottosegretario ai Beni e le Attività Culturali

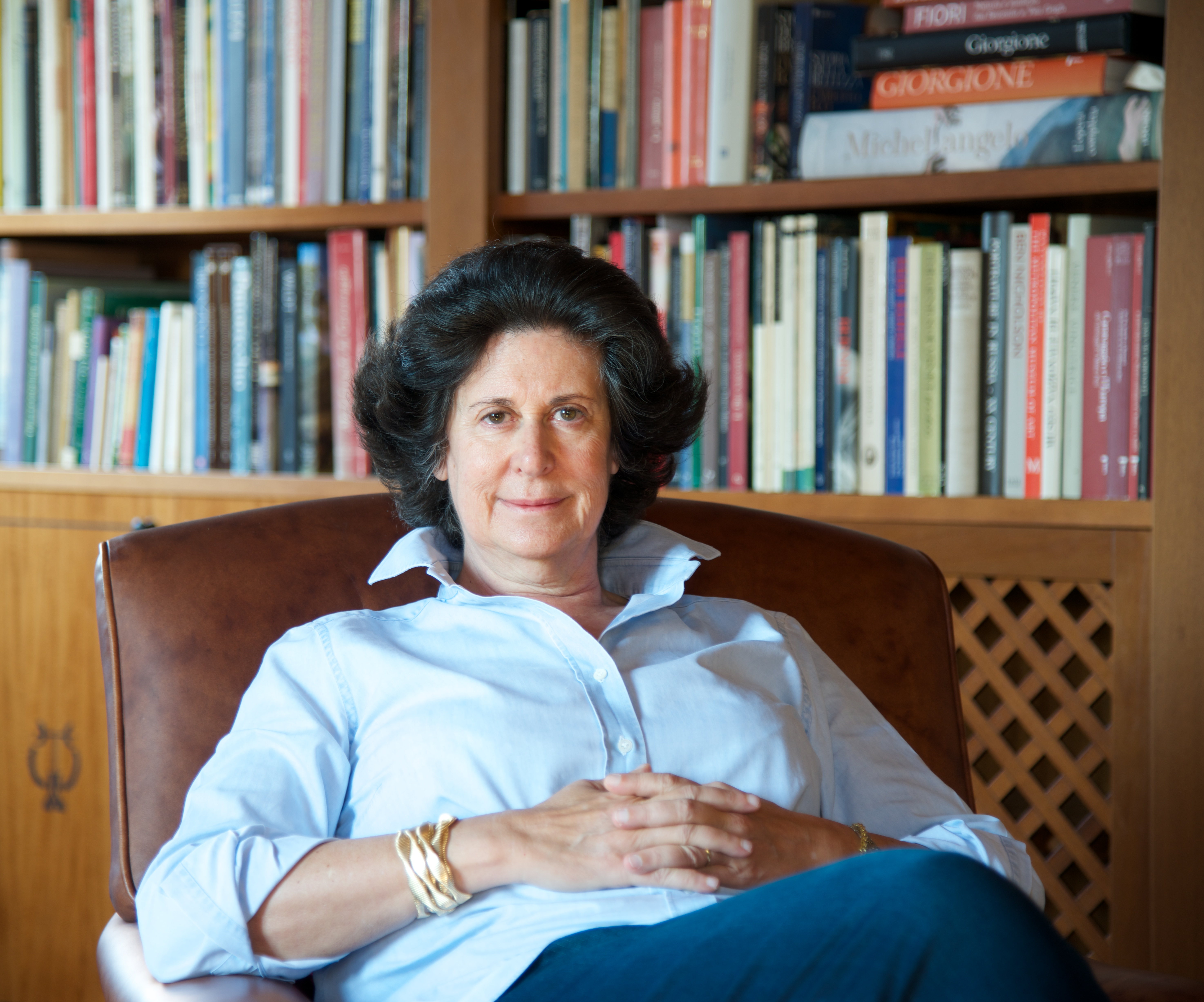
Ilaria Borletti Buitoni

Dopo essere stata eletta deputata della XVII Legislatura, il 2 maggio 2013 viene nominata sottosegretario di Stato al Ministero dei Beni e delle Attività Culturali e del Turismo, guidato dal Ministro Massimo Bray, all'interno del governo Letta.
Il 28 febbraio 2014 viene confermata sottosegretario di Stato al Ministero dei Beni e delle Attività Culturali e del Turismo all'interno del governo Renzi.
Durante il suo mandato e avendo ricevuto la delega al paesaggio e quella all'Unesco ha dedicato attenzione e impegno alla riattivazione dell'Osservatorio Nazionale del paesaggio come luogo di concertazione sulle politiche del paesaggio tra vari soggetti istituzionali incluse le associazioni di tutela e alla promozione dei piani paesaggistici sostenendo sempre l'importanza di conciliare il diritto dei cittadini ad un rapporto semplificato con la pubblica amministrazione con la necessità di non sminuire il livello di tutela del patrimonio culturale e paesaggistico.
Anche riguardo alle città d'arte e ai siti Unesco congestionati dai visitatori si è espressa sull'urgenza di gestire i flussi turistici in modo efficace e su Venezia in particolare contro il passaggio delle grandi Navi nel Bacino di San Marco e contro ulteriori scavi in Laguna a favore di scelte che difendano il decoro nella città e che siano compatibili con la fragilità del patrimonio culturale.
Attenta ai temi dei diritti civili ed in particolare riguardo al testamento biologico ha aderito all'associazione Luca Coscioni sostenendone pubblicamente l'attività.
Il 29 dicembre 2016 viene riconfermata per terza volta nel medesimo incarico dal premier Paolo Gentiloni.
Conclude il suo mandato con gli Stati Generali del Paesaggio a Roma alla presenza del Presidente del Consiglio Gentiloni e con la pubblicazione della "Carta nazionale del Paesaggio"documento di indirizzo per le politiche di gestione delle trasformazioni del paesaggio.
Annuncia la sua decisione di non ricandidarsi e di lasciare la politica l'11 dicembre 2017.

## Opere
- Per un'Italia Possibile. La cultura salverà il nostro Paese?, Mondadori Electa, 2012.
- Cammino controcorrente, Mondadori Electa, 2014.